# Chi Chồn mactet
Chi Chồn mactet là một chi có danh pháp khoa học Martes thuộc phân họ Chồn (Mustelinae) của họ Chồn (Mustelidae). Chồn mactet là các loài động vật ăn thịt có họ hàng gần với các loài chồn sói, chồn vizon và chồn. Nhiều loài trong chi này là các động vật cư trú trên cây, chủ yếu săn bắt các loài sóc. Thức ăn của chúng cũng có cả các loài chim và trứng của chúng.
Nghiên cứu DNA gần đây chỉ ra rằng chi Martes trên thực tế là đa ngành, đặt Martes pennanti và Martes americana ra ngoài chi này và liên kết chúng với Tayra (Eira barbara) và chồn sói (Gulo gulo) để tạo thành một nhánh đơn tố mới của Tân thế giới.
Tên gọi của chồn mactet trong tiếng Croatia là kuna và từ này đã được dùng để làm tên gọi cho tiền tệ của Croatia.

## Phân loại
- Chồn thông châu Mỹ: Martes americana
- Chồn họng vàng: Martes flavigula
- Chồn sồi hay chồn đá: Martes foina
- Chồn ngực vàng Nilgiri: Martes gwatkinsii
- Chồn thông châu Âu: Martes martes
- Chồn vàng Nhật Bản Martes melampus
- Chồn cá Martes pennanti
- Chồn zibelin Martes zibellina

## Hình ảnh

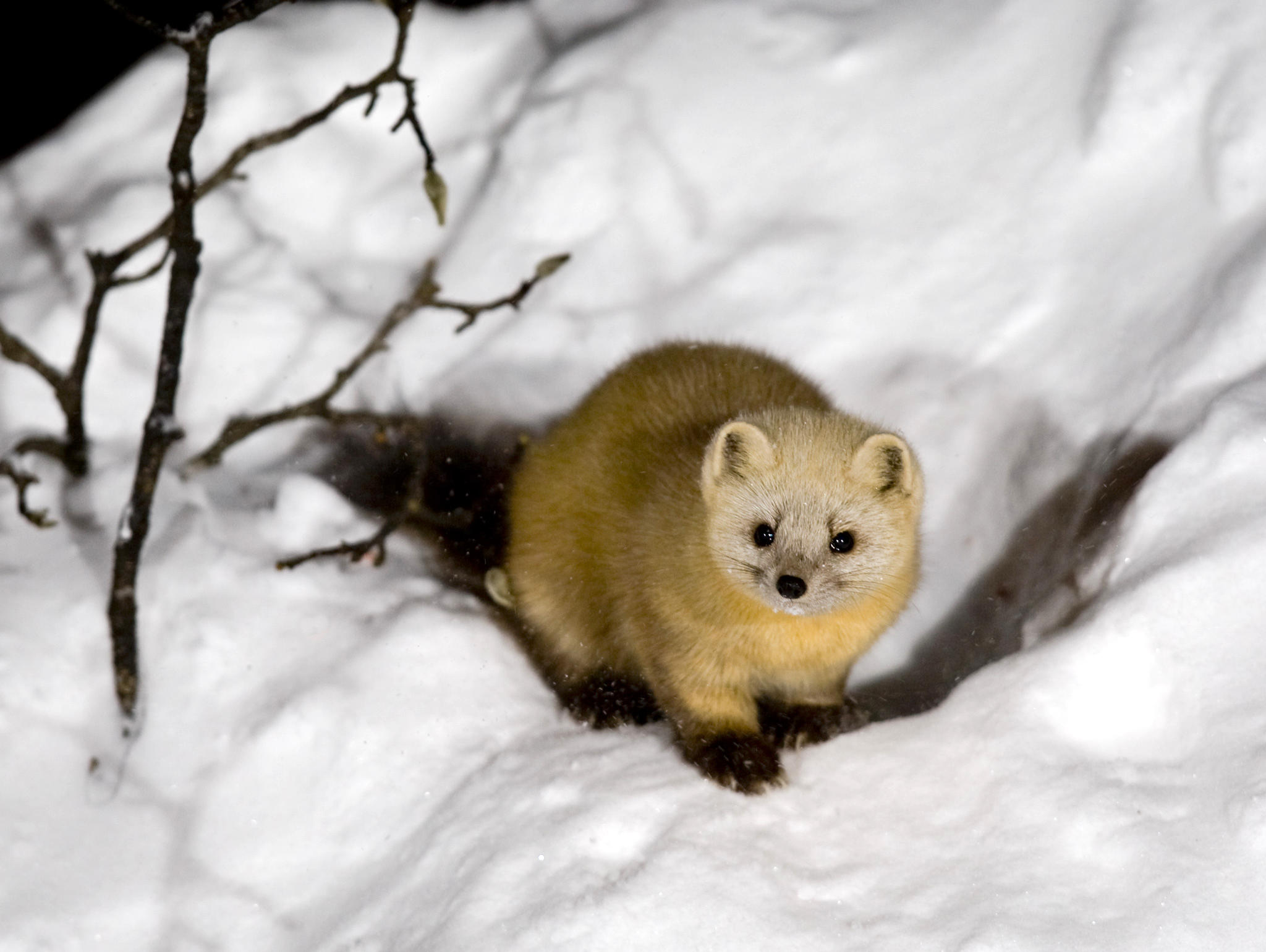
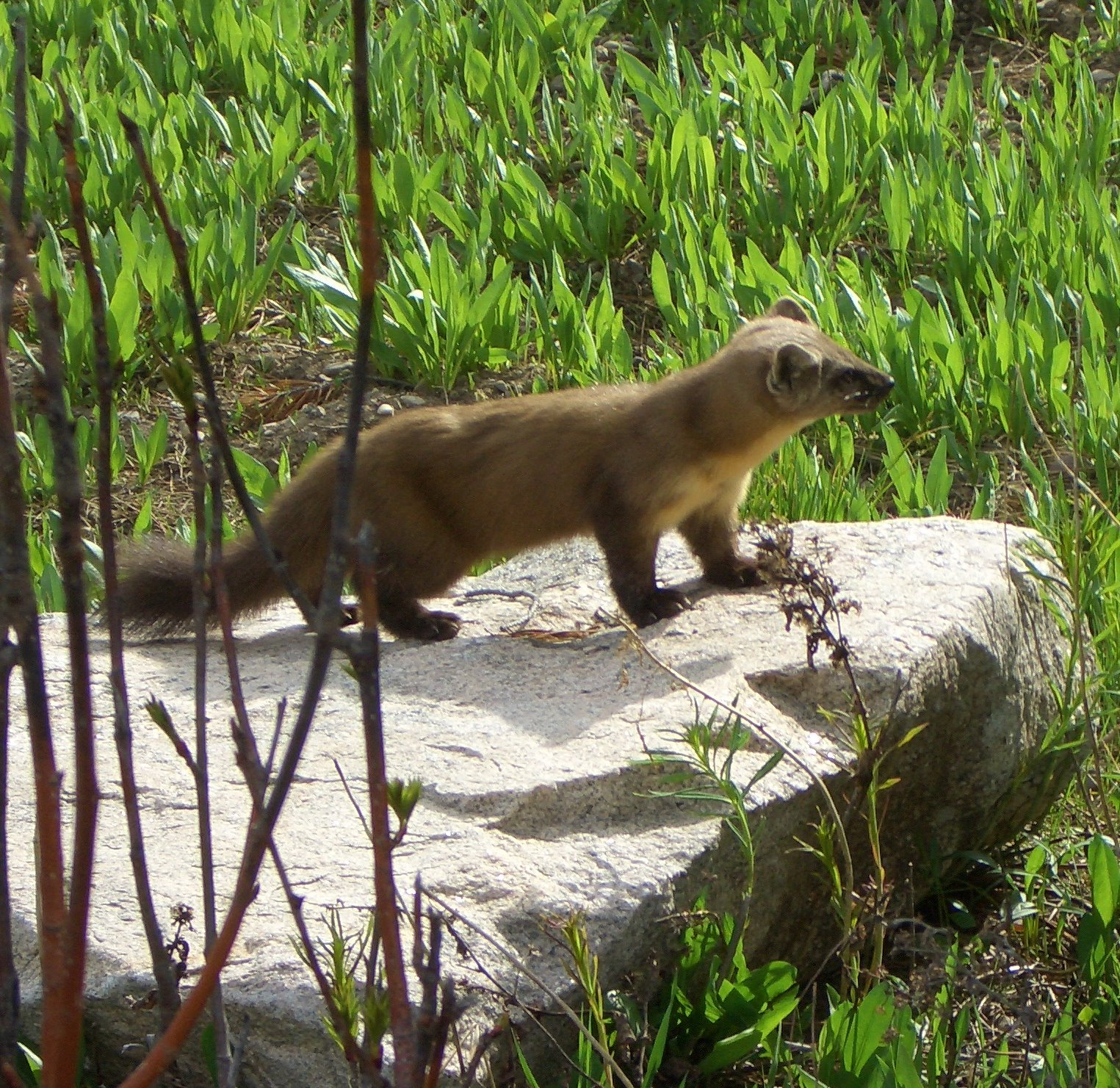
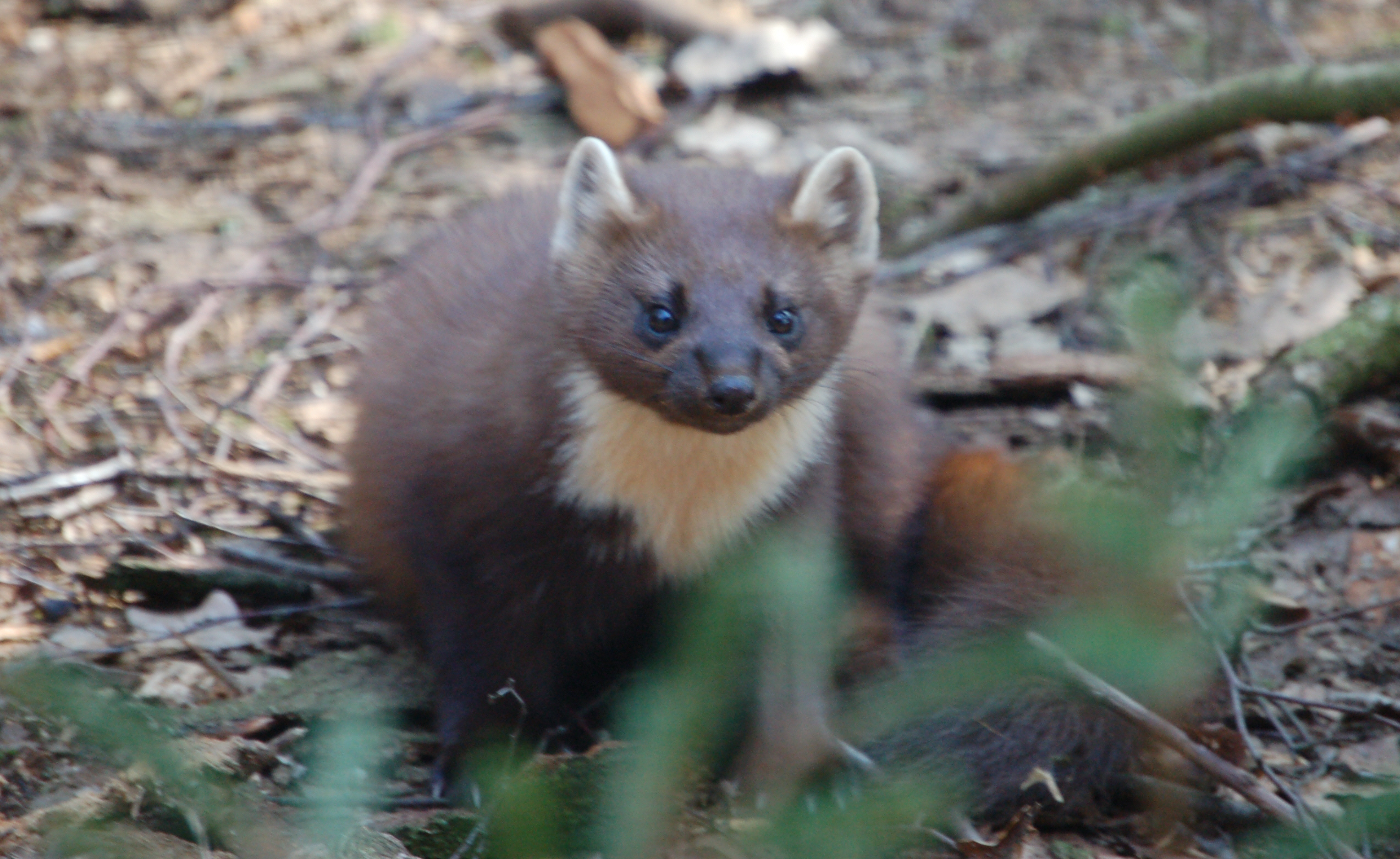